# سن-اوبر-دو-ریوییر-دو-لو، کبک
سن-اوبر-دو-ریوییر-دو-لو (به فرانسوی: Saint-Hubert-de-Rivière-du-Loup) شهری در منطقه شهری ریوییر-دو-لو ناحیه با-سن-لوران در استان کبک کانادا است. در سرشماری سال ۲۰۱۱ این شهر ۱٬۲۸۸ نفر جمعیت داشته‌است و مساحت آن ۱۸۳٫۹۹ کیلومتر مربع است.